# Bibio chiapensis
Bibio chiapensis är en tvåvingeart som beskrevs av Fitzgerald 1997. Bibio chiapensis ingår i släktet Bibio och familjen hårmyggor. Inga underarter finns listade i Catalogue of Life.